# Unie van Atrecht
De Unie van Atrecht (Frans: Union d'Arras) was een op 6 januari 1579 in Atrecht (Arras) opgericht inter-regionaal samenwerkingsverband gebaseerd op afspraken gemaakt tussen de graafschappen Artesië en Henegouwen en de kasselrijen Dowaai en Oorschie in het graafschap Vlaanderen. Het was een reactie op het ontstaan van de calvinistische Gentse Republiek tijdens de Tachtigjarige Oorlog (1568–1648). Rijsel trad toe op 30 maart, maar Valencijn en Doornik deden niet mee en bleven bij de Unie van Brussel (die twee jaar later de Unie van Utrecht zou worden).
De Unie van Atrecht werd gevolgd door een verzoening van de bondgenoten met Filips II van Spanje en zijn hoge ambtenaar Alexander Farnese, hertog van Parma. De afspraken werden op 17 mei 1579 vastgelegd in het Traktaat van Atrecht, een overeenkomst die door alle partijen werd ondertekend en bezegeld. Hiermee werd een staatkundige en kerkelijke scheiding tussen Noordelijke en de Zuidelijke Nederlanden ingezet.

## Verdrag
De gewesten kwamen het volgende overeen:
- Er was geen ruimte meer voor buitenlandse troepen;
- De Raad van State zou georganiseerd zijn zoals onder keizer Karel V;
- Twee derde van de leden van de Raad van State zouden met instemming van de Staten benoemd moeten zijn;
- Alle privileges van voor de opstand zouden worden hersteld;
- De katholieke godsdienst was de enige godsdienst. Elke andere godsdienst zou verboden worden.

Vooral het laatste punt maakte het voor de noordelijke gewesten, met een sterkere protestantse invloed, onmogelijk om toe te treden. Als reactie op de Unie van Atrecht vormden zij enkele weken later de Unie van Utrecht.
Voordat in deze provinciën het Spaanse gezag volledig kon worden hersteld, moest overigens eerst nog het verzet worden gebroken van twee calvinistische bolwerken: Valencijn en Doornik. Bovendien hees in Atrecht een groep geuzen tijdelijk de prinsenvlag uit protest tegen de unie.
De Spaanse landvoogd, Alexander Farnese, wilde er zeker van zijn dat de gewesten wel genoeg Spaansgezind waren, en begon daarom zijn project van reconciliatie. Deze controleperiode rondde hij af op 4 oktober 1579, waarbij hij de afgescheiden gewesten weer onder Spaans bestuur bracht.

## Geschiedenis

### Ontstaan

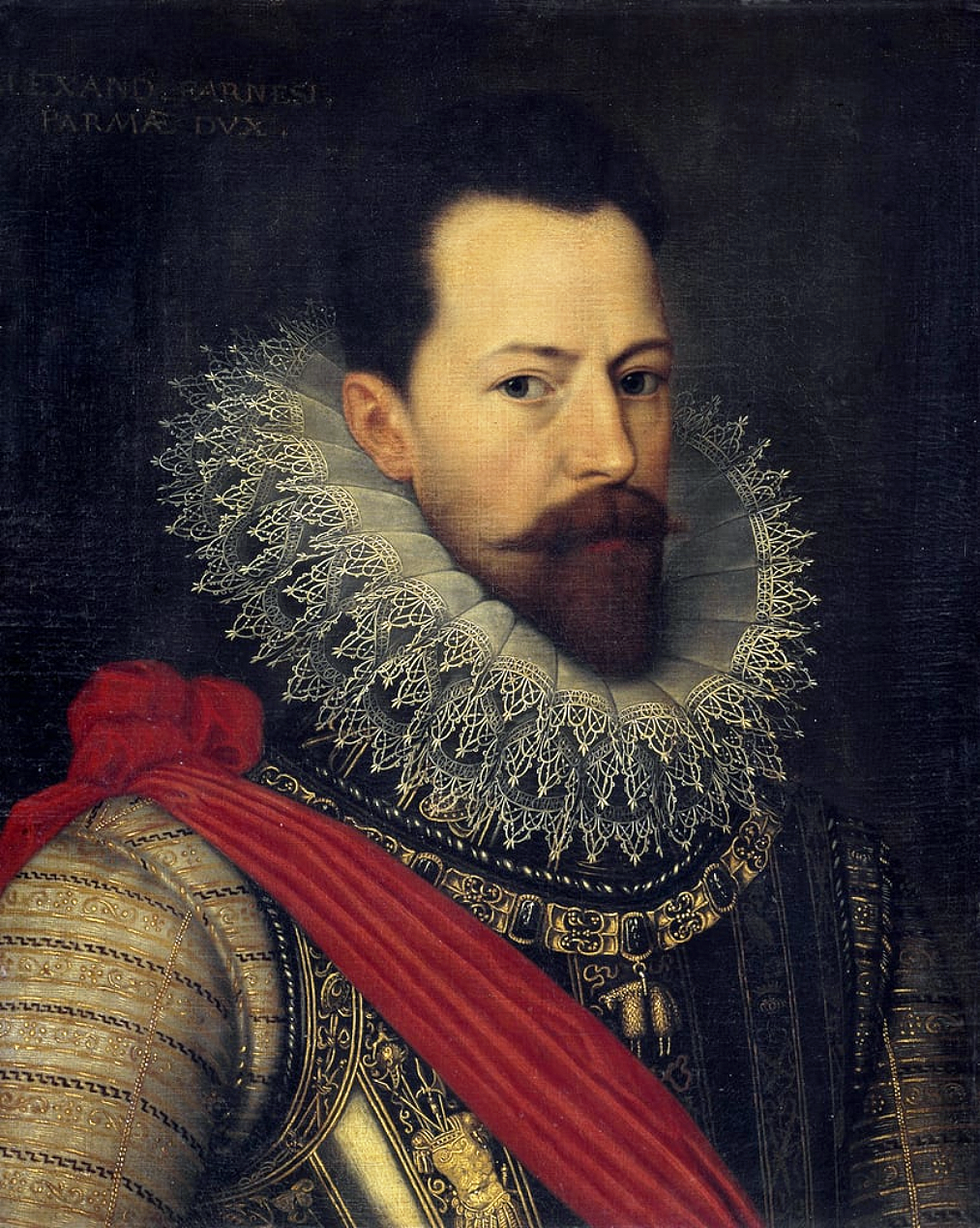
Nieuwe landvoogd Alexander Farnese, hertog van Parma, geportretteerd door Otto van Veen.

De hertogdommen Luxemburg, Limburg en het graafschap Namen distantieerden zich direct na de Pacificatie van Gent (8 november 1576) reeds van de Nederlandse Opstand. Luxemburg had zich niet eens aangesloten bij de Pacificatie van Gent. Men was er ontstemd over de gevangenneming van Peter Ernst I van Mansfeld.
Luxemburg was ook geen lid van de op 7 januari 1577 gesloten Unie van Brussel. Volgens het Eeuwig Edict van 12 februari 1577 moesten de Spaanse troepen bijgevolg alle Nederlanden verlaten, uitgezonderd Luxemburg. Don Juan, de nieuwe landvoogd na het overlijden van Requesens, begaf zich in 1576 dan ook rechtstreeks van Parijs naar Luxemburg.  Don Juan kon van daaruit op 24 juli vervolgens verrassend gemakkelijk de vermaarde Citadel van Namen veroveren, waarop hij het Eeuwig Edict opzegde. Ze stond onder toezicht van Karel van Berlaymont, destijds een van de steunpilaren van de hertog van Alva. Hij had de Unie van Brussel mede ondertekend, maar zegde het onmiddellijk weer op. Het was overigens zijn zoon Claudius van Berlaymont die Namen innam.
De vertegenwoordigers van Rijsels-Vlaanderen, Artesië, Henegouwen en Valencijn in de Staten-Generaal gingen zich na 1577 profileren als een aparte 'Waalse' en katholieke, anti-protestantse groep. Met de Unie van Atrecht maakten zij zich los van de Unie van Brussel, en met het Traktaat van Atrecht, dat op 17 mei 1579 in de Abdij van Sint-Vaast werd ondertekend, schaarden zij zich aan de kant van koning Filips II en sloten definitief vrede met landvoogd Alexander Farnese, hertog van Parma, die ze  erkenden. Daarmee kwamen alle 'Waalse' gebieden in het kamp van de Spaansgezinden terecht, met uitzondering van het industriële en traditioneel op Vlaanderen gerichte Doornik en het Doornikse. Vele Walen zouden vervolgens als huurlingen strijden in het leger van de hertog van Parma.
De noordoostelijke gewesten van de Nederlanden waren maar met moeite meegesleurd in de Unie van Utrecht. De Henegouwer George van Lalaing, graaf van Rennenberg, stadhouder van Friesland, Groningen, Drenthe en Overijssel, zorgde er mede voor dat direct na het sluiten van de Unies ook Groningen en de Ommelanden, Drenthe en Oost-Overijssel in Spaanse handen kwamen (het zogenaamde "verraad van Rennenberg").
Het prinsbisdom Luik maakte geen deel uit van de Zeventien Provinciën, maar was pro-katholiek.

### Polarisering tussen calvinisten en katholieken

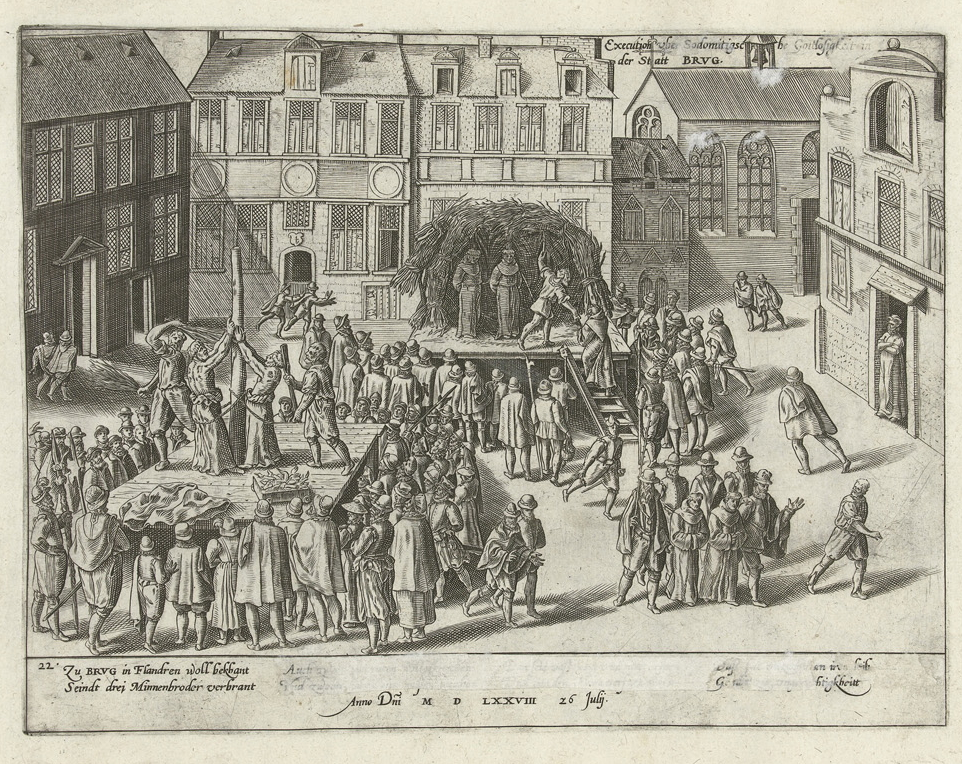
Ook in Brugge brengen calvinisten monniken op de brandstapel

Sedert hun nederlaag in de Slag bij Gembloers in 1578 legerden de verslagen Waalse troepen van de Staatsen op de grens van Vlaanderen en Henegouwen. Vanwege verwaarlozing en slechte betaling waren deze troepen - van de Emanuel Filibert van Lalaing, heer van Montigny, de jongere broer Filips van Lalaing - in augustus in het zuidelijk deel van Vlaanderen begonnen met muiterij en onrust veroorzaken. Tegenover deze - katholieke - soldaten stelden zich thans de Gentse calvinisten onder aanvoering van François van Ryhove en zo brak weldra in Vlaanderen een ware guerrilla uit. In Gent begonnen onder leiding van de radicale calvinisten Jan van Hembyze en Ryhove confiscaties van abdijen en kerken, vervolgens ook in Brugge, Kortrijk en elders. Dit verhoogde bij veel Vlamingen de afkeer van de 'patriotten' van Oranje en deed de katholieken in het kamp van Don Juan belanden, waar zij op uiteindelijke orde en rust hoopten. De Staten-Generaal bleken immers onmachtig die te bewaren. Dit dreef beide kerkelijke partijen zodanig uiteen, dat zij zich aan de vermaningen van de Staten-Generaal niet meer stoorden. De Gentse calvinisten vonden Willem van Oranje niet voldoende rechtlijnig en beschouwden eerder hun Duitse aanvoerder Johan Casimir als natuurlijke beschermheer. Ze traden openlijk in verzet tegen de regering en weigerden de katholieken in Gent nog godsdienstvrijheid te verlenen. Ryhove liet zelfs twee in diskrediet geraakte politici, raadsheer Jacob Hessels en baljuw Visch, om het leven brengen, tot grote verontwaardiging overal te lande. Maar naar de vermaningen van Willem van Oranje, die poogde de Nederlanden uit de gevaarzone van een algemene godsdienstoorlog te halen, werd ook niet meer geluisterd.

### Malcontenten

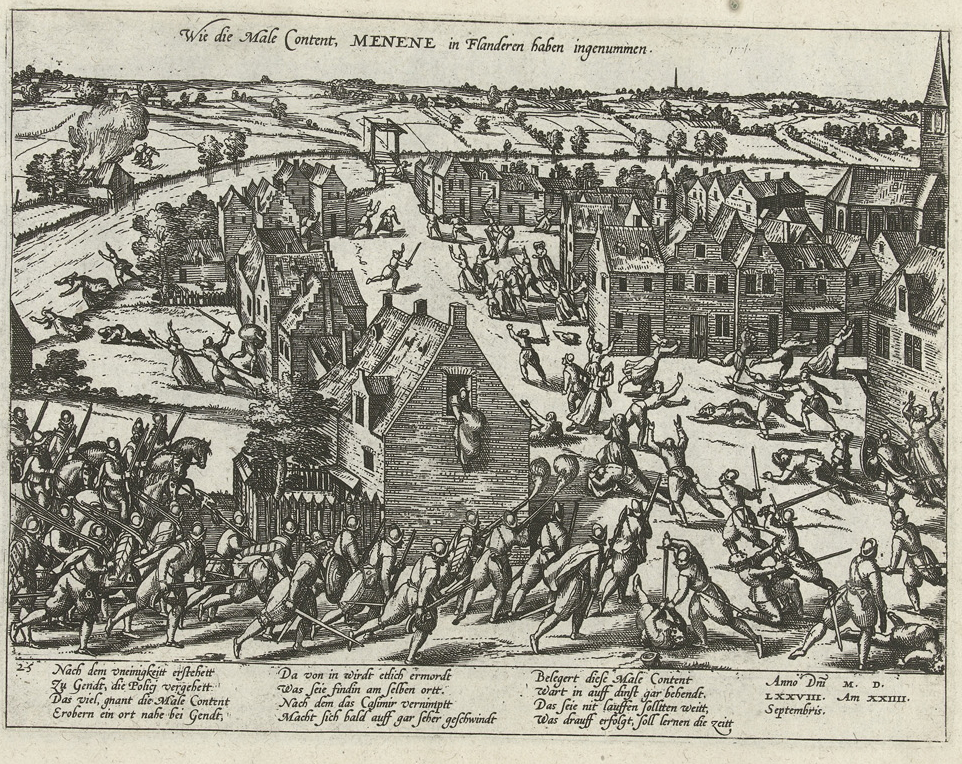
Inname van Menen door de malcontenten in 1578

Op 1 oktober 1578 nam Emanuel Filibert van Lalaing, baron van Montigny, die zich aan het hoofd van de troepen had gesteld in plaats ze tot hun plicht te manen, de vesting van Menen in, waarmee onder luid gejuich van de aanhangers van het Spaanse regime de burgeroorlog werd ingeluid. Zelfs een deel van Anjou's leger sloot zich bij deze 'malcontenten' aan, zoals het leger van Montigny genoemd werd. Ze kregen nu bevoorrading uit Grevelingen van bevelhebber Valentin de Pardieu, heer van La Motte, die lang in het geheim met Don Juan onderhandelingen had gevoerd.
Bovendien sloten de katholieken in Henegouwen en Artesië de rangen tegen de calvinistische beweging in Vlaanderen. Onder invloed van adel en geestelijkheid in het zuiden van de Nederlanden die eerder bij de koning wilden blijven aanleunen, rees bij George van Lalaing het plan om zich aan het hoofd van een katholieke confederatie van Henegouwen, Artesië, Zuid-Vlaanderen en Namen te laten stellen, en hij zond een deel van de nog bij hem gebleven troepen naar Montigny.
In Atrecht werd het kleine aantal ijverzuchtige calvinisten, dat daar om er een democratie naar Gents model in te stellen in maart het bestuur over de stad had bemachtigd, weer door de katholieke Spaansgezinden aan de kant geschoven. Bijgevolg trokken nu Artesië en Henegouwen één lijn tegenover de nieuwe Staten-Generaal, die zij verraad aan de Pacificatie en geheim verzet tegen het katholicisme verweten. Zo vormde zich in het zuiden een tegenwicht voor de noordelijke tendens tot calvinistische aansluiting, die al in 1576 door Willem van Oranje was ingezet en thans onder zijn broer Jan van Nassau leek door te gaan.

### Afkerig van de Staten-Generaal en Oranje
Johan Casimir van Palts-Lautern beklaagde zich over de geringe steun vanwege de Staten en stelde zich zonder vlag of wimpel aan het hoofd van zijn calvinistische geloofsgenoten en hun opkomende protestbeweging in Vlaanderen, wier belangen hij door de regering en door Oranje zelf verraden achtte. Toen ook Jan van Hembyze en de zijnen openlijk met het gezag van de aartshertog, Matthias van Oostenrijk, de Prins, Willem van Oranje en de Noordelijke Staten-Generaal gingen spotten, begon Vlaanderen zich de facto van de Staten-Generaal af te wenden. De Engelse koningin Elisabeth zond wel haar gezant Davison om de Gentenaren en Casimir tot rede te brengen.
Toen deze laatste zich terugtrok, lokte dat in Gent een reactie van de altijd al zeer aan de prins gehechte Ryhove uit tegen de felle calvinisten van Hembyze. Oranje, die zich eerst nog niet in de stad durfde te wagen, kwam al tot Dendermonde om er met Ryhove orde op zaken te stellen. Begin december verscheen Willem van Oranje dan toch in Gent. Zeer tegen de zin van Hembyse en de zijnen, wilde hij algemene religievrede voor heel Vlaanderen doordrukken en knoopte daartoe ook met Montigny en de zijnen onderhandelingen aan.

### Initiatief tot de unie

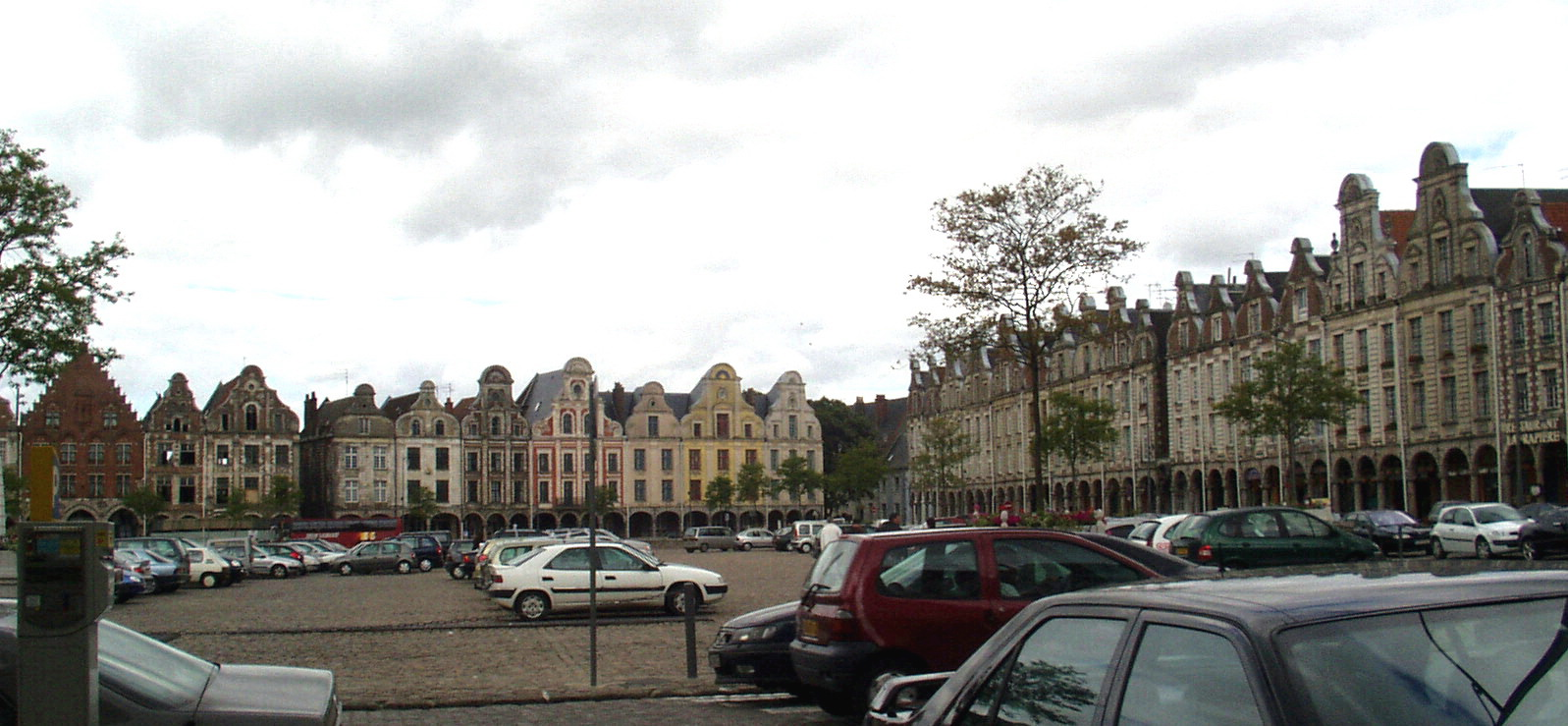
De typisch Vlaamse Grote Markt (Grand'Place) in Atrecht.

Maar Valentin de Pardieu, heer van La Motte, had in overleg met landvoogd Alexander Farnese al geheime overeenkomsten gesloten met de bevelhebbers van steden in de omtrek (Sint-Omaars, Sint-Winoksbergen, Hesdin, Ariën, Bethune, Atrecht, Kortrijk, Rijsel), en spoedig daarop ook met officieren van Montigny,
De baron van Montigny zelf was nog niet meteen tot onderwerping aan de koning geneigd. Montigny werkte nog aan zijn eigen plan om de katholieke Walen van Henegouwen en Artesië in een alliantie samen te brengen met de landsregering, desnoods onder opperste leiding van Frans van Anjou, maar wel op grond van de Pacificatie van Gent, meer bepaald tegenover de sterke calvinistische neigingen van Staten-Generaal. Toen echter Anjou op 23 december een mislukte poging had gedaan om Bergen te bezetten, was deze in diskrediet geraakt naar Condé moeten terugkeren.
In Gent was van zijn kant Casimir niet tegen de prins van Oranje opgewassen, en moest daar ook het veld ruimen.

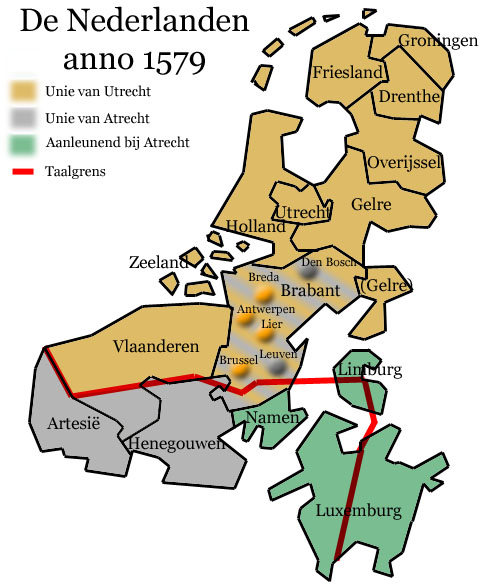
Unies van Atrecht en Utrecht (1579).

De prins van Parma bereidde in het kamp van Wezet aan de Maas een aanval op Maastricht voor. Maar eerst wilde hij zeker zijn van het succes van de onderhandelingen met Henegouwen en Artesië. Eind december had Montigny met La Motte afgesproken zich openlijk aan het gezag van de koning te zullen onderwerpen. Zijn broer Filips van Lalaing en ook Willem van Heeze, die zich door Oranje in de steek gelaten voelde, sloten zich daar, samen met nog andere edelen, bij aan.
Door hun toedoen kwam op 6 januari 1579 te Atrecht het lang begeerde verbond tussen Henegouwen, Artesië, en de kasselrijen Rijsel, Dowaai en Oorschie tot stand, de Unie van Atrecht genoemd. Deze gewesten en steden verklaarden daarin ter handhaving van de Pacificatie van Gent, te midden van de toenemende verwarring met de ondermijning van het katholieke geloof en schending der privilegiën, genoodzaakt te zijn zich uitdrukkelijk onder het gezag van de koning Filips II van Spanje te stellen, indien de Staten-Generaal niet binnen een maand op basis van dit verdrag met hen met het oog op vrede met de landsheer wilden meewerken. Tegelijk werd ook een vredespact met de Malcontenten gesloten.
De Unie van Atrecht droeg in het zuiden van de Nederlanden de algemene goedkeuring weg, omdat zij een garantie op orde en vrede verschafte op basis waarvan handel en economie zich eindelijk weer konden herstellen. Dit inspireerde daarentegen ook de gewesten die nog aan landvoogd Matthias en de Staten-Generaal onderhorig waren om spoed te zetten achter hun Unie van Utrecht.

## Ingelijfd bij Frankrijk

Historische regressie van het Vlaams in het uiterste zuidwesten van de Nederlanden

Na de beëindiging van de Hollandse Oorlog en de Vrede van Nijmegen in 1678 kwamen de gebieden van de Unie van Atrecht voor meer dan de helft bij Frankrijk, zoals al eerder was vastgelegd bij de Vrede van de Pyreneeën in 1659 (na de Franse overwinning op de Spaanse Nederlanden bij de Slag bij Rocroi in 1643 en de Slag bij Duinkerke in 1658). Hierdoor kreeg keizer Karel V, de vader van Filips II ten dele gelijk, toen hij in 1549 met zijn Pragmatieke Sanctie voorspelde dat de Bourgondische Kreits één geheel onder één vorst moest blijven, omdat "anders bij het uiteenvallen ervan het gebied zou vervallen tot ondergang en ruïne en dat delen ervan zouden worden opgeslokt door buurstaten".